# Посёлок совхоза «Пятилетка»
Посёлок совхоза «Пятилетка» — населённый пункт в Мамадышском районе Татарстана Российской Федерации. Входит в состав Отарского сельского поселения.

## География
Находится в центральной части Татарстана на расстоянии приблизительно 3 км на юг-юго-восток по прямой от районного центра города Мамадыш на правом берегу Вятки.

## История
Основан в 1930-х годах.

## Население
Постоянных жителей было: в 1958 году — 569 человек, в 1970 — 558 человек, в 1979 — 419 человек, в 1989 — 483 человек, в 2002 году — 489 человек (из них русские — 46 %, татары — 49 %), в 2010 году — 455 человек.